# 페도의 부등식
페도의 부등식(Pedoe's inequality, -不等式)은 유클리드 기하학 및 삼각법의 부등식으로, 영국 수학자 대니얼 페도(Daniel Pedoe)의 이름이 붙어 있다. 임의로 두 삼각형이 주어져서 각각 세 변의 길이를 (a, b, c), (A, B, C)라고 하고 두 삼각형의 넓이를 각각 f와 F로 할 때, 다음과 같은 부등식이 성립한다.
- {\displaystyle A^{2}(b^{2}+c^{2}-a^{2})+B^{2}(a^{2}+c^{2}-b^{2})+C^{2}(a^{2}+b^{2}-c^{2})\geq 16Ff.}

부등식의 등호가 성립할 필요충분조건은 두 삼각형이 닮음인 것이다. 이 부등식은 하트비거-핀슬러 부등식 및 유명한 바이첸뵈크 부등식의 일반화로 볼 수 있다.

## 증명
두 삼각형의 넓이는 헤론 공식을 사용해 다음과 같이 나타낼 수 있다:
{\displaystyle 16f^{2}=(a+b+c)(a+b-c)(a-b+c)(b+c-a)=(a^{2}+b^{2}+c^{2})^{2}-2(a^{4}+b^{4}+c^{4})}
{\displaystyle 16F^{2}=(A+B+C)(A+B-C)(A-B+C)(B+C-A)=(A^{2}+B^{2}+C^{2})^{2}-2(A^{4}+B^{4}+C^{4})}
코시-슈바르츠 부등식을 사용하면
{\displaystyle 16Ff+2a^{2}A^{2}+2b^{2}B^{2}+2c^{2}C^{2}}
{\displaystyle \leq {\sqrt {(16f^{2}+2a^{4}+2b^{4}+2c^{4})}}{\sqrt {(16F^{2}+2A^{4}+2B^{4}+2C^{4})}}}
{\displaystyle =(a^{2}+b^{2}+c^{2})(A^{2}+B^{2}+C^{2})}
으로 나타낼 수 있으며, 그러므로
{\displaystyle 16Ff\leq A^{2}(a^{2}+b^{2}+c^{2})-2a^{2}A^{2}+B^{2}(a^{2}+b^{2}+c^{2})-2b^{2}B^{2}+C^{2}(a^{2}+b^{2}+c^{2})-2c^{2}C^{2}}
{\displaystyle =A^{2}(b^{2}+c^{2}-a^{2})+B^{2}(a^{2}+c^{2}-b^{2})+C^{2}(a^{2}+b^{2}-c^{2})}
으로 증명할 수 있다.
식의 필요충분조건은 {\displaystyle {\tfrac {a}{A}}={\tfrac {b}{B}}={\tfrac {c}{C}}={\sqrt {\tfrac {f}{F}}}}으로, 즉 두 삼각형이 닮음일 때 성립된다.

## 같이 보기
- 바이첸뵈크 부등식
- 하트비거-핀슬러 부등식

## 참고 문헌
- "A Two-Triangle Inequality", Daniel Pedoe, The American Mathematical Monthly, volume 70, number 9, page 1012, November, 1963.
- "An Inequality for Two Triangles", D. Pedoe, Proceedings of the Cambridge Philosophical Society, volume 38, part 4, page 397, 1943.